# Antoni Świnarski
Antoni Świnarski (ur. 9 maja 1878, zm. 2 marca 1931 w Poznaniu) – kapitan żandarmerii Wojska Polskiego, kawaler Orderu Virtuti Militari.

## Życiorys
Antoni Świnarski urodził się 9 maja 1878 roku. W czasie I wojny światowej walczył w Legionach Polskich. Był podoficerem (sierżantem), a następnie oficerem Oddziału Sztabowego 6 pułku piechoty. 1 lipca 1916 roku został awansowany na chorążego w piechocie. 
27 listopada 1919 roku został przeniesiony z Zarządu Budownictwa Wojskowego Okręgu Generalnego „Warszawa” do Dowództwa Żandarmerii przy Dowództwie Okręgu Generalnego „Poznań” na stanowisko adiutanta.
1 czerwca 1921 roku, w stopniu rotmistrza, pełnił służbę w 7 Dywizjonie Żandarmerii Wojskowej w Poznaniu. 
3 maja 1922 roku został zweryfikowany w stopniu kapitana ze starszeństwem z dniem 1 czerwca 1919 roku i 32. lokatą w korpusie oficerów żandarmerii. Jego oddziałem macierzystym był nadal 7 Dywizjon Żandarmerii w Poznaniu.
W 1923 roku dowodził Plutonem Żandarmerii Gniezno. Z dniem 30 listopada 1923 roku został przeniesiony do korpusu oficerów rezerwy. W 1924 roku posiadał przydział w rezerwie do 7 Dywizjonu Żandarmerii w Poznaniu.
Do śmierci pracował w Inspekcji Pracy na stanowisku podinspektora pracy 53 Obwodu.
W 1931 roku pozostawał w ewidencji Powiatowej Komendy Uzupełnień Poznań Miasto. Nadal posiadał przydział do 7 Dywizjonu Żandarmerii. Zmarł w poniedziałek 2 marca 1931 roku w Poznaniu. 18 kwietnia 1931 roku ogłoszono jego przeniesienie do pospolitego ruszenia. 7 marca 1931 roku został pochowany na cmentarzu parafialnym św. Trójcy w Dębcu.

## Ordery i odznaczenia
- Krzyż Srebrny Orderu Wojskowego Virtuti Militari[11]
- Krzyż Niepodległości – pośmiertnie 16 marca 1937 roku „za pracę w dziele odzyskania niepodległości”[12]
- Krzyż Walecznych „za czyny męstwa i odwagi wykazane w bojach toczonych w latach 1918-1921” – dwukrotnie[13]
- Krzyż Pamiątkowy 6 Pułku Piechoty Legionów Polskich („Krzyż Wytrwałości”) nr 47[14]